# 1976年モントリオールオリンピックのベルギー選手団
1976年モントリオールオリンピックのベルギー選手団（1976ねんモントリオールオリンピックのベルギーせんしゅだん）は、1976年7月17日から8月1日にかけてカナダのモントリオールで開催された1976年モントリオールオリンピックのベルギー選手団、およびその競技結果。

## 概要
今大会は銀メダル3個、銅メダル3個の合計6個のメダルを獲得した。

## メダル
| メダル | 選手名               | 競技   | 種目                      |
| ------ | -------------------- | ------ | ------------------------- |
| 銀     | イヴォ・ヴァンダム   | 陸上   | 男子800m                  |
| 銀     | イヴォ・ヴァンダム   | 陸上   | 男子1500m                 |
| 銀     | ミッシェル・バルタン | 自転車 | 男子1000mタイムトライアル |
| 銅     | カレル・リスモン     | 陸上   | 男子マラソン              |